# Kirsten Kuhnert
Kirsten Kuhnert (* 1960) ist eine deutsche Unternehmerin und Autorin mit Wohnsitz in Deutschland und den USA.
Sie gründete 1995 dolphin aid e.V. Im Oktober 2020 verließ sie dolphin aid e.V.

## Auszeichnungen
Für ihre Verdienste wurde sie u. a. mit dem Bundesverdienstkreuz am Bande, dem „Award of Excellence“, dem „Leading Ladies Award“ und von der Initiative „Deutschland – Land der Ideen“ ausgezeichnet.

## Werke (Auswahl)
- Delphintherapie – Beweis eines Wunders: Über die Heilkraft der Delphine. dotbooks Verlag, 2013, ISBN 978-3-95520-462-4
- Jeden Tag ein kleines Wunder: das Geschenk der Delphine. Heyne, München 2000, ISBN 978-3-453-17282-1
- Das Geschenk der Delphine: durch eine außergewöhnliche Freundschaft zurück ins Leben. Heyne, München 2001, ISBN 978-3-453-18844-0